# Данило Шполярич
Данило Шполярич (грец. Ντανίλο Σπόλιαριτς, нар. 14 липня 1999, Лімасол, Кіпр) — кіпрський футболіст сербського походження, півзахисник клубу «Аполлон» з міста Лімасол.

## Клубна кар'єра
Данило Шполярич народився у місті Лімасол у сербській родині. Займатися футболом почав у молодіжній команді клубу «Аполлон» з рідного міста. 24 листопада 2018 року він дебютував у першій команді. А через п'ять днів зіграв свою першу гру і у груповому раунді Ліги Європи.
Влітку 2019 року для набору ігрової практики Шполярич відправився в оренду у клуб Першого дивізіону Кіпру «Енозіс Неон Паралімні». Через рік він повернувся до «Аполлона» але майже одразу знову був відправлений в оренду на сезон. Цього разу Данило відправився у Словаччину, у клуб «Земплін». У 2021 році футболіст знов приєднався до складу «Аполлона».

## Збірна
У 2018 році Данило Шполярич виступав у складі молодіжної збірної Кіпру.

## Особисте життя
Батько Данила - Міленко Шполярич, в минулому професійний футболіст,який після розпаду Югославії переїхав на Кіпр і виступав у клубі «Аполлон» та національній збірній Кіпру. Два барит Данила - Александер та Матія також професійні футболісти.

## Титули і досягнення
- Чемпіон Кіпру (1):

«Аполлон»: 2021–22